# Garth Richardson
Garth Richardson, detto GGGarth (1960), è un produttore discografico e tecnico del suono canadese.
È il figlio del produttore Jack Richardson (noto per aver lavorato con Alice Cooper, The Guess Who, Badfinger e Poco). Jack fu un pioniere della registrazione musicale negli anni sessanta e settanta. Garth Richardson ha svolto il ruolo di tecnico del suono per Red Hot Chili Peppers, Nickelback e Mötley Crüe, mentre ha prodotto album per Rage Against the Machine, Mudvayne, The Melvins e Shihad. Richardson è spesso chiamato con l'appellativo di "GGGarth", soprannome scherzoso datogli a causa della sua leggera balbuzia.
Sotto sono elencati alcuni degli artisti e album a cui Richardson ha lavorato:
- 40 Below Summer - Invitation to the Dance
- Atreyu - The Curse
- Blessed By A Broken Heart - Pedal to the Metal
- Bloodsimple - A Cruel World
- Bloody Chicletts - Presenting...
- Beloved - Failure On
- Biffy Clyro – Puzzle, Only Revolutions, Opposites
- Bob - bbbob
- Chevelle - Wonder What's Next
- Dead and Divine - The Machines We Are
- Downthesun - Downthesun
- Fields Of Green - FOG ep
- From Autumn To Ashes - The Fiction We Live, Abandon Your Friends
- Grand Poo Bah - rokkenphunkenrohl
- Gallows - Grey Britain
- Grim Skunk - Fires Under the Road
- Haste The Day - When Everything Falls, Pressure The Hinges
- Head of the Herd - By This Time Tomorrow
- Hedley - Hedley
- Idle Sons
- It Dies Today - Sirens
- Japanese Voyeurs - Yolk
- The Jesus Lizard - Shot
- Kerbdog
- Kik Tracee - Center Of A Tension [unreleased]
- Kittie - Spit, Oracle
- Life In Your Way - Waking Giants
- L7 - Hungry for Stink
- The Mandevilles - "Windows And Stones"
- Melvins
- Mudvayne - L.D. 50
- New Education
- Nickelback
- Ninjaspy - PiNature
- Porcelain Youth - Anticipate The Bend
- Project 86 - Drawing Black Lines, ...And the Rest Will Follow
- Rage Against the Machine - Rage Against the Machine
- Red Hot Chili Peppers - Mother's Milk
- Rise Against - Siren Song of the Counter Culture
- Shihad - The General Electric, Love Is The New Hate
- Sick of it all - Built to last
- Skunk Anansie - Stoosh
- Sonic Outcast, su sonicoutcast.com. URL consultato il 12 luglio 2019 (archiviato dall'url originale il 20 settembre 2017).
- Spineshank - The Height of Callousness, Self-Destructive Pattern
- Spoken - A Moment of Imperfect Clarity
- Still Remains - Of Love and Lunacy
- Taylor Swift - Speak Now: World Tour Live
- Ten Second Epic - Count Yourself In
- Ten Second Epic - Hometown
- Testament - Low
- The O.C. Supertones-Chase the Sun
- The Washboard Union - The Washboard Union
- Trapt - Only Through the Pain, Trapt
- Travega - How it Began in the End
- Ugly Kid Joe - Menace to Sobriety
- Ultraspank
- The Urge - Master of Styles
- Voodoo Glow Skulls - Firme
- White Lion - Pride, Big Game
- You Me At Six - Sinners Never Sleep